# /dev/zero
Nei sistemi operativi Unix e Unix-like /dev/zero ("zero" device, dispositivo "di zeri") è un file virtuale (il cui contenuto non è memorizzato su memoria di massa) con la caratteristica di restituire dei caratteri 0 ASCII (0x00, NUL) quando viene letto.

## Utilizzo
/dev/zero è utile per creare nuovi file contenenti unicamente dei byte a zero, al fine di preallocare lo spazio su memoria di massa. Ad esempio, si può creare un file di un 1 MiB contenente solo zeri binari con
```
dd if=/dev/zero of=foobar count=1024 bs=1024
```

Può anche essere comodo come fonte di dati per azzerare i settori dei dispositivi di memoria di massa, come nel caso del recupero di una chiave USB con errori nella definizione delle partizioni. Ad esempio:
```
dd if=/dev/zero of=/dev/
dispositivo
```